# Megacoelidia splendida
Megacoelidia splendida är en insektsart som beskrevs av Kramer och Rauno E. Linnavuori 1959. Megacoelidia splendida ingår i släktet Megacoelidia och familjen dvärgstritar. Inga underarter finns listade i Catalogue of Life.